# I Live in Grosvenor Square
Pour plus de détails, voir Fiche technique et Distribution.
I Live in Grosvenor Square est un film britannique réalisé par Herbert Wilcox, sorti en 1945.

## Fiche technique
- Titre : I Live in Grosvenor Square
- Réalisation : Herbert Wilcox
- Scénario : Maurice Cowan, Nicholas Phipps (en), William D. Bayles et Arvid Dahl
- Photographie : Otto Heller
- Montage : Vera Campbell
- Musique : Anthony Collins
- Pays de production : Royaume-Uni
- Format : Noir et blanc - 1,37:1 - Mono
- Genre : comédie dramatique
- Durée : 113 minutes
- Date de sortie : 1945

## Distribution
- Anna Neagle : Lady Patricia Fairfax
- Rex Harrison : Major David Bruce
- Dean Jagger : Sergent John Patterson
- Robert Morley : Duc d'Exmoor
- Nancy Price : Mme Wilson
- Irene Vanbrugh : Mme Catchpole
- Jane Darwell : Mme Patterson
- Elliot Arluck : Sergent Benjie Greenburg
- Walter Hudd (en) : Vicar
- Edward Rigby : Aubergiste
- Cecil Ramage (en) : Trewhewy
- Irene Manning : elle-même
- Francis Pierlot : Postier
- Ronald Shiner : Parachutiste
- Brenda Bruce : Fille dans le fourgon
- Shelagh Fraser : Fille dans le fourgon
- John Slater : Parachutiste
- David Horne : Major du ministère de la guerre
- Robert Farnon : lui-même